# Fowtbolayin Akowmb Ararat-Armenia 2023-2024
Questa voce raccoglie le informazioni riguardanti l'Ararat-Armenia nelle competizioni ufficiali della stagione 2023-2024.

## Maglie e sponsor
Lo sponsor tecnico per la stagione 2023-2024 è Puma mentre lo sponsor ufficiale è Tashir.
| Prima divisa | Seconda divisa |

## Rosa
| N. |                       | Ruolo | Calciatore          |
| -- | --------------------- | ----- | ------------------- |
| 1  | Armenia (bandiera)    | P     | Rafayel Manasyan    |
| 2  | Brasile (bandiera)    | D     | Alemão              |
| 3  | Colombia (bandiera)   | D     | José Bueno          |
| 5  | Armenia (bandiera)    | D     | Davit Terteryan     |
| 7  | Portogallo (bandiera) | C     | Adriano Castanheira |
| 8  | Argentina (bandiera)  | A     | Alexis Rodríguez    |
| 9  | Armenia (bandiera)    | A     | Art'owr Serobyan    |
| 10 | Armenia (bandiera)    | C     | Armen Ambartsumyan  |
| 11 | Colombia (bandiera)   | A     | Jonathan Duarte     |
| 12 | Kenya (bandiera)      | C     | Amos Nondi          |
| 13 | Russia (bandiera)     | C     | Nikolaj Kipiani     |
| 14 | Brasile (bandiera)    | D     | Léo                 |
| 15 | Nigeria (bandiera)    | C     | Tenton Yenne        |
| 16 | Armenia (bandiera)    | C     | Edgar Grigoryan     |
| 17 | Nigeria (bandiera)    | A     | Mathew Gbomadu      |
| 18 | Armenia (bandiera)    | A     | Artëm Avanesjan     |

| N. |                               | Ruolo | Calciatore        |
| -- | ----------------------------- | ----- | ----------------- |
| 19 | Armenia (bandiera)            | C     | Karen Muradyan    |
| 20 | Kenya (bandiera)              | C     | Alwyn Tera        |
| 21 | Armenia (bandiera)            | C     | Narek Alaverdyan  |
| 22 | Armenia (bandiera)            | D     | Kamo Hovhannisyan |
| 23 | Armenia (bandiera)            | A     | Žirayr Šaġoyan    |
| 24 | Armenia (bandiera)            | P     | Arsen Beglaryan   |
| 27 | Guinea (bandiera)             | A     | Mohamed Yattara   |
| 30 | Macedonia del Nord (bandiera) | P     | Damjan Šiškovski  |
| 32 | Colombia (bandiera)           | D     | Carlos Pérez      |
| 34 | Armenia (bandiera)            | D     | Erik Smbatyan     |
| 36 | Armenia (bandiera)            | C     | Michel Ayvazyan   |
| 41 | Brasile (bandiera)            | D     | Cássio Scheid     |
| 45 | Russia (bandiera)             | P     | Vsevolod Ermakov  |
| 55 | Armenia (bandiera)            | D     | Hakob Hakobyan    |
| 77 | Armenia (bandiera)            | C     | Petros Avetisyan  |
| 88 | Costa d'Avorio (bandiera)     | A     | Wilfried Eza      |

## Calciomercato

### Sessione estiva
| Acquisti | Acquisti            | Acquisti       | Acquisti      |
| R.       | Nome                | da             | Modalità      |
| -------- | ------------------- | -------------- | ------------- |
| P        | Arsen Beglaryan     | Urartu         | svincolato    |
| P        | Rafayel Manasyan    | BKMA Erevan    | fine prestito |
| D        | Léo                 | Sampaio Corrêa | svincolato    |
| D        | Styopa Mkrtchyan    | BKMA Erevan    | fine prestito |
| D        | Cássio Scheid       | BG Pathum Utd  | svincolato    |
| C        | Adriano Castanheira | Paços Ferreira | svincolato    |
| C        | Nikolaj Kipiani     | Dinamo Batumi  | svincolato    |
| A        | Mathew Gbomadu      | Vista          | definitivo    |
| A        | Mohamed Yattara     | Pau            | svincolato    |

| Cessioni | Cessioni         | Cessioni      | Cessioni      |
| R.       | Nome             | a             | Modalità      |
| -------- | ---------------- | ------------- | ------------- |
| P        | Dmitrij Abakumov | Urartu        | svincolato    |
| P        | Hayk Khachatryan | BKMA Erevan   | prestito      |
| D        | Dragan Lovrić    | Oțelul Galați | svincolato    |
| D        | Styopa Mkrtchyan | Osijek        | prestito      |
| C        | Solomon Udo      | Kaspii        | svincolato    |
| A        | Jesse Akila      | AS Trenčín    | svincolato    |
| A        | Wilfried Eza     | Ried          | definitivo    |
| A        | Hugo Firmino     | Penafiel      | svincolato    |
| A        | Geworg Ġazaryan  |               | fine carriera |
| A        | Taofiq Jibril    | P'yownik      | svincolato    |
| A        | Hilary Gong      | AS Trenčín    | svincolato    |
| A        | Mailson Lima     | Aqsý          | svincolato    |
| A        | Art'owr Serobyan | Casa Pia      | prestito      |

### Sessione invernale
| Acquisti | Acquisti          | Acquisti        | Acquisti      |
| R.       | Nome              | da              | Modalità      |
| -------- | ----------------- | --------------- | ------------- |
| P        | Damjan Šiškovski  | Doxa Katōkopias | svincolato    |
| D        | Kamo Hovhannisyan | Astana          | svincolato    |
| D        | Albert Khachumyan | BKMA Erevan     | fine prestito |
| D        | Styopa Mkrtchyan  | Osijek          | fine prestito |
| C        | Narek Alaverdyan  | BKMA Erevan     | fine prestito |
| C        | Petros Avetisyan  | Chimki          | prestito      |
| A        | Alexis Rodríguez  | Delfín          | svincolato    |
| A        | Žirayr Šaġoyan    | CSKA Sofia      | fine prestito |
| A        | Art'owr Serobyan  | Casa Pia        | fine prestito |

| Cessioni | Cessioni          | Cessioni           | Cessioni   |
| R.       | Nome              | a                  | Modalità   |
| -------- | ----------------- | ------------------ | ---------- |
| P        | Vsevolod Ermakov  | Alaškert           | svincolato |
| D        | Albert Khachumyan | Ararat             | definitivo |
| D        | Styopa Mkrtchyan  | Osijek             | definitivo |
| D        | Carlos Pérez      | Téc. Universitario | definitivo |
| C        | Hakob Hakobyan    | Van Charentsavan   | prestito   |
| A        | Mathew Gbomadu    | Van Charentsavan   | prestito   |

## Risultati

### Bardsragujn chumb
| Arbitro: | Manukyan |

|                |           |                              |
| Léo 18’ (aut.) | Marcatori | 65’ Gbomadu 82’, 90+5’ Yenne |

| Arbitro: | Galtakhchyan |

|                           |           |           |
| Antwi 45+2’ Džikija 90+2’ | Marcatori | 70’ Yenne |

| Arbitro: | Gasparyan |

|           |           |                               |
| Yenne 23’ | Marcatori | 71’ (rig.) Dašyan 76’ Juninho |

| Arbitro: | Mkrtchyan |

|               |           |                                      |
| Movsisyan 41’ | Marcatori | 53’ Avanesjan 58’, 86’ Yenne 79’ Eza |

| Arbitro: | Ghaltakchyan |

|                                   |           |  |
| Serobyan 19’, 66’ (rig.) Tera 48’ | Marcatori |  |

| Arbitro: | Hovhannisyan |

|                 |           |             |
| Tarakhchyan 57’ | Marcatori | 14’ Yattara |

| Arbitro: | Nalbandyan |

|                                         |           |                                         |
| Yattara 12’, 40’ Castanheira 45+1’, 70’ | Marcatori | 52’ Varela 66’ Gladon 86’ (aut.) Scheid |

| Arbitro: | Vardanyan |

|           |           |                       |
| Vidić 55’ | Marcatori | 40’, 64’, 73’ Yattara |

| Arbitro: | Ghaltakchyan |

|                                            |           |                  |
| Kipiani 12’ Yattara 34’ Yenne 90+7’ (rig.) | Marcatori | 90+8’ Nalbandyan |

| Arbitro: | Khachatryan |

|                         |           |                |
| Yattara 24’ Gbomadu 81’ | Marcatori | 86’ Nahapetyan |

| Arbitro: | Nalbandyan |

|                 |           |                                 |
| Castanheira 11’ | Marcatori | 22’ (aut.) Alemão 54’ Prudnikov |

| Arbitro: | Nalbandyan |

|             |           |            |
| Villela 28’ | Marcatori | 90+1’ Tera |

| Arbitro: | Harutyunyan |

|                                                   |           |  |
| Yattara 2’, 32’ Kharatyan 19’ (aut.) Ayvazyan 87’ | Marcatori |  |

| Arbitro: | Hovhannisyan |

|  |           |                      |
|  | Marcatori | 55’ Bueno 86’ Duarte |

| Arbitro: | Mkrtchyan |

|                                                       |           |               |
| Yenne 20’ (rig.) Yattara 51’ Alemão 60’ Avanesjan 62’ | Marcatori | 70’ Petrosyan |

| Arbitro: | Nalbandyan |

|               |           |  |
| Movsesyan 18’ | Marcatori |  |

| Arbitro: | Mahtesyan |

|                    |           |  |
| Léo 61’ Duarte 86’ | Marcatori |  |

| Arbitro: | Manukyan |

|           |           |                  |
| Agdon 22’ | Marcatori | 40’ Ambartsumyan |

| Arbitro: | Harutyunyan |

|  |           |            |
|  | Marcatori | 5’ Yattara |

| Arbitro: | Ghaltakchyan |

|                |           |                                     |
| Mirzoyan 90+7’ | Marcatori | 22’ (rig.) Yattara 38’, 45+7’ Yenne |

| Arbitro: | Mahtesyan |

|                              |           |              |
| Yenne 30’, 90+1’ Yattara 41’ | Marcatori | 78’ Otubanjo |

| Arbitro: | Mkrtchyan |

|          |           |             |
| Tera 39’ | Marcatori | 87’ Metoyan |

| Arbitro: | Mahtesyan |

|  |           |                           |
|  | Marcatori | 59’ Buhari 90+4’ Ojetunde |

| Arbitro: | Ghaltakchyan |

|  |           |                 |
|  | Marcatori | 90+10’ Serobyan |

| Arbitro: | Nalbandyan |

|  |           |            |
|  | Marcatori | 77’ Gladon |

| Arbitro: | Manukyan |

|  |           |              |
|  | Marcatori | 90+8’ Alemão |

| Arbitro: | Ghaltakchyan |

|                           |           |                  |
| Yenne 81’ Avetisyan 90+8’ | Marcatori | 90+2’ Nalbandyan |

| Arbitro: | Nalbandyan |

|                                  |           |                 |
| Yattara 59’ (rig.) Rodríguez 87’ | Marcatori | 45+2’ Grigoryan |

| Arbitro: | Harutyunyan |

|                              |           |  |
| Yattara 42’ Yenne 86’ (rig.) | Marcatori |  |

| Arbitro: | Mahtesyan |

|                              |           |                              |
| James 23’ Villela 59’ (rig.) | Marcatori | 16’ Yenne 82’ (rig.) Yattara |

| Arbitro: | Vardumyan |

|  |           |           |
|  | Marcatori | 2’ Duarte |

| Arbitro: | Hovhannisyan |

|  |           |                                                             |
|  | Marcatori | 45+2’, 62’ Šaġoyan 69’, 90+1’ (rig.) Serobyan 75’ Rodríguez |

| Arbitro: | Nalbandyan |

|                                                        |           |              |
| Duarte 6’ Rodríguez 23’ (rig.) Šaġoyan 34’ Yenne 90+1’ | Marcatori | 81’ Khamoyan |

| Arbitro: | Ghaltakchyan |

|                        |           |             |
| Alhaft 27’ Mathieu 43’ | Marcatori | 57’ Yattara |

| Arbitro: | Nalbandyan |

|             |           |              |
| Šaġoyan 68’ | Marcatori | 80’ Misakyan |

| Arbitro: | Mkrtchyan |

|            |           |                                             |
| Désiré 90’ | Marcatori | 18’ Hovhannisyan 55’ Rodríguez 71’ Serobyan |

### Coppa d'Armenia
| Arbitro: | Ghaltakchyan |

|            |           |  |
| Alemão 81’ | Marcatori |  |

| Arbitro: | Hovhannisyan |

|                                |           |                                              |
| Miranyan 13’ (rig.) Alhaft 90’ | Marcatori | 37’ Rodríguez 62’ Duarte 82’ (rig.) Serobyan |

| Arbitro: | Hovhannisyan |

|  |           |              |
|  | Marcatori | 32’ Serobyan |

| Arbitro: | Gasparyan |

|                                             |                      |                                        |
| Ġazaryan 38’ (aut.)                         | Marcatori            | 31’ Mirzoyan                           |
| Yenne Avanesjan Duarte Šaġoyan Hovhannisyan | Tiri di rigore 5 – 3 | Simonyan Margaryan Piloyan Melk'ownyan |

### Conference League

#### Primo turno preliminare
| Arbitro: | Farrugia Cann |

|            |           |               |
| Alemão 36’ | Marcatori | 90+7’ Dwamena |

| Arbitro: | Draganov |

|                                           |                      |                                               |
| Fedeiros 3’ Kasa 36’ Dwamena 108’, 120+4’ | Marcatori            | 16’ Eza 57’ Castanheira 110’ Yenne 113’ Bueno |
| Dwamena Zejnullai Kacbufi Aleksi          | Tiri di rigore 2 – 4 | Alemão Serobyan Castanheira Yenne             |

#### Secondo turno preliminare
| Arbitro: | Sarıev |

|         |           |           |
| Eza 11’ | Marcatori | 20’ Palma |

| Arbitro: | Fabbri |

|             |           |  |
| Fabiano 80’ | Marcatori |  |

## Statistiche

### Statistiche di squadra
| Competizione      | Punti | In casa | In casa | In casa | In casa | In casa | In casa | In trasferta | In trasferta | In trasferta | In trasferta | In trasferta | In trasferta | Totale | Totale | Totale | Totale | Totale | Totale | DR  |
| Competizione      | Punti | G       | V       | N       | P       | Gf      | Gs      | G            | V            | N            | P            | Gf           | Gs           | G      | V      | N      | P      | Gf     | Gs     | DR  |
| ----------------- | ----- | ------- | ------- | ------- | ------- | ------- | ------- | ------------ | ------------ | ------------ | ------------ | ------------ | ------------ | ------ | ------ | ------ | ------ | ------ | ------ | --- |
| Bardsragujn chumb | 75    | 18      | 12      | 2       | 4       | 39      | 19      | 18           | 11           | 4            | 3            | 34           | 15           | 36     | 23     | 6      | 7      | 73     | 34     | +39 |
| Coppa d'Armenia   | -     | 1       | 1       | 0       | 0       | 1       | 0       | 3            | 2            | 1            | 0            | 5            | 3            | 4      | 3      | 1      | 0      | 6      | 3      | +3  |
| Conference League | -     | 2       | 0       | 2       | 0       | 2       | 2       | 2            | 0            | 1            | 1            | 4            | 5            | 4      | 0      | 3      | 1      | 6      | 7      | -1  |
| Totale            | 75    | 21      | 13      | 4       | 4       | 42      | 21      | 23           | 13           | 6            | 4            | 43           | 23           | 44     | 26     | 10     | 8      | 85     | 44     | +41 |

### Andamento in campionato
| Giornata  | 1 | 2 | 3 | 4 | 5 | 6 | 7 | 8 | 9 | 10 | 11 | 12 | 13 | 14 | 15 | 16 | 17 | 18 | 19 | 20 | 21 | 22 | 23 | 24 | 25 | 26 | 27 | 28 | 29 | 30 | 31 | 32 | 33 | 34 | 35 | 36 |
| --------- | - | - | - | - | - | - | - | - | - | -- | -- | -- | -- | -- | -- | -- | -- | -- | -- | -- | -- | -- | -- | -- | -- | -- | -- | -- | -- | -- | -- | -- | -- | -- | -- | -- |
| Luogo     | T | T | C | T | C | T | C | T | C | C  | C  | T  | C  | T  | C  | T  | C  | T  | T  | T  | C  | C  | C  | T  | C  | T  | C  | C  | C  | T  | T  | T  | C  | T  | C  | T  |
| Risultato | V | P | P | V | V | N | V | V | V | V  | P  | N  | V  | V  | V  | P  | V  | N  | V  | V  | V  | N  | P  | V  | P  | V  | V  | V  | V  | N  | V  | V  | V  | P  | N  | V  |
| Posizione | 2 | 4 | 6 | 5 | 4 | 5 | 4 | 4 | 2 | 2  | 3  | 3  | 3  | 2  | 2  | 3  | 2  | 3  | 3  | 3  | 2  | 3  | 3  | 3  | 3  | 3  | 3  | 3  | 3  | 3  | 3  | 3  | 3  | 3  | 3  | 3  |

Legenda:

Luogo: C = Casa; T = Trasferta. Risultato: V = Vittoria; N = Pareggio; P = Sconfitta.

### Statistiche dei giocatori
Sono in corsivo i calciatori che hanno lasciato la società a stagione in corso.
| Giocatore       | Bardsragujn chumb | Bardsragujn chumb | Bardsragujn chumb | Bardsragujn chumb | Coppa d'Armenia | Coppa d'Armenia | Coppa d'Armenia | Coppa d'Armenia | Conference League | Conference League | Conference League | Conference League | Totale   | Totale | Totale      | Totale     |
| Giocatore       | Presenze          | Reti              | Ammonizioni       | Espulsioni        | Presenze        | Reti            | Ammonizioni     | Espulsioni      | Presenze          | Reti              | Ammonizioni       | Espulsioni        | Presenze | Reti   | Ammonizioni | Espulsioni |
| --------------- | ----------------- | ----------------- | ----------------- | ----------------- | --------------- | --------------- | --------------- | --------------- | ----------------- | ----------------- | ----------------- | ----------------- | -------- | ------ | ----------- | ---------- |
| N. Alaverdyan   | 3                 | 0                 | 0                 | 0                 | 0               | 0               | 0               | 0               | 0                 | 0                 | 0                 | 0                 | 3        | 0      | 0           | 0          |
| Alemão          | 30                | 2                 | 7                 | 0                 | 4               | 1               | 0               | 0               | 4                 | 1                 | 0                 | 0                 | 38       | 4      | 7           | 0          |
| A. Ambartsumyan | 31                | 1                 | 5                 | 1                 | 4               | 0               | 1               | 0               | 4                 | 0                 | 0                 | 0                 | 39       | 1      | 6           | 1          |
| A. Avanesjan    | 25                | 2                 | 2                 | 0                 | 2               | 0               | 0               | 0               | 4                 | 0                 | 1                 | 0                 | 31       | 2      | 3           | 0          |
| P. Avetisyan    | 11                | 1                 | 3                 | 0                 | 0               | 0               | 0               | 0               | 0                 | 0                 | 0                 | 0                 | 11       | 1      | 3           | 0          |
| M. Ayvazyan     | 9                 | 1                 | 0                 | 0                 | 0               | 0               | 0               | 0               | 0                 | 0                 | 0                 | 0                 | 9        | 1      | 0           | 0          |
| A. Beglaryan    | 21                | -19               | 1                 | 0                 | 3               | -1              | 1               | 0               | 0                 | 0                 | 0                 | 0                 | 24       | -20    | 2           | 0          |
| J. Bueno        | 24                | 1                 | 4                 | 0                 | 3               | 0               | 1               | 0               | 4                 | 1                 | 1                 | 0                 | 31       | 2      | 6           | 0          |
| A. Castanheira  | 29                | 3                 | 4                 | 0                 | 1               | 0               | 0               | 0               | 4                 | 1                 | 0                 | 0                 | 34       | 4      | 4           | 0          |
| J. Duarte       | 22                | 4                 | 1                 | 0                 | 3               | 1               | 0               | 0               | 0                 | 0                 | 0                 | 0                 | 25       | 5      | 1           | 0          |
| V. Ermakov      | 7                 | -10               | 1                 | 0                 | 0               | 0               | 0               | 0               | 4                 | -7                | 0                 | 0                 | 11       | -17    | 1           | 0          |
| W. Eza          | 4                 | 1                 | 0                 | 0                 | 0               | 0               | 0               | 0               | 4                 | 2                 | 1                 | 0                 | 8        | 3      | 1           | 0          |
| M. Gbomadu      | 15                | 2                 | 1                 | 0                 | 1               | 0               | 0               | 0               | 1                 | 0                 | 0                 | 0                 | 17       | 2      | 1           | 0          |
| E. Grigoryan    | 28                | 0                 | 4                 | 0                 | 4               | 0               | 0               | 0               | 4                 | 0                 | 2                 | 0                 | 36       | 0      | 6           | 0          |
| H. Hakobyan     | 8                 | 0                 | 1                 | 0                 | 1               | 0               | 1               | 0               | 3                 | 0                 | 1                 | 0                 | 12       | 0      | 3           | 0          |
| K. Hovhannisyan | 14                | 1                 | 1                 | 0                 | 3               | 0               | 0               | 0               | 0                 | 0                 | 0                 | 0                 | 17       | 1      | 1           | 0          |
| N. Kipiani      | 20                | 1                 | 2                 | 0                 | 1               | 0               | 0               | 0               | 0                 | 0                 | 0                 | 0                 | 21       | 1      | 2           | 0          |
| Léo             | 23                | 1                 | 1                 | 0                 | 2               | 0               | 0               | 0               | 0                 | 0                 | 0                 | 0                 | 25       | 1      | 1           | 0          |
| K. Muradyan     | 31                | 0                 | 9                 | 1                 | 4               | 0               | 1               | 0               | 4                 | 0                 | 1                 | 0                 | 39       | 0      | 11          | 1          |
| A. Nondi        | 28                | 0                 | 8                 | 1                 | 3               | 0               | 1               | 0               | 4                 | 0                 | 1                 | 0                 | 35       | 0      | 10          | 1          |
| C. Pérez        | 6                 | 0                 | 0                 | 0                 | 0               | 0               | 0               | 0               | 2                 | 0                 | 0                 | 0                 | 8        | 0      | 0           | 0          |
| A. Rodríguez    | 13                | 4                 | 0                 | 0                 | 3               | 1               | 0               | 0               | 0                 | 0                 | 0                 | 0                 | 16       | 5      | 0           | 0          |
| Ž. Šaġoyan      | 14                | 4                 | 2                 | 0                 | 2               | 0               | 0               | 0               | 0                 | 0                 | 0                 | 0                 | 16       | 4      | 2           | 0          |
| C. Scheid       | 23                | 0                 | 3                 | 0                 | 3               | 0               | 0               | 0               | 4                 | 0                 | 1                 | 0                 | 30       | 0      | 4           | 0          |
| A. Serobyan     | 17                | 6                 | 1                 | 0                 | 3               | 2               | 1               | 0               | 4                 | 0                 | 1                 | 0                 | 24       | 8      | 3           | 0          |
| D. Šiškovski    | 8                 | -6                | 0                 | 0                 | 1               | -2              | 1               | 0               | 0                 | 0                 | 0                 | 0                 | 9        | -8     | 1           | 0          |
| A. Tera         | 31                | 3                 | 4                 | 0                 | 4               | 0               | 1               | 0               | 4                 | 0                 | 1                 | 0                 | 39       | 3      | 6           | 0          |
| D. Terteryan    | 10                | 0                 | 2                 | 0                 | 1               | 0               | 0               | 0               | 1                 | 0                 | 0                 | 0                 | 12       | 0      | 2           | 0          |
| M. Yattara      | 28                | 18                | 6                 | 0                 | 2               | 0               | 1               | 1               | 0                 | 0                 | 0                 | 0                 | 30       | 18     | 7           | 1          |
| T. Yenne        | 32                | 16                | 8                 | 1                 | 4               | 0               | 1               | 0               | 4                 | 1                 | 1                 | 0                 | 40       | 17     | 10          | 1          |